# Cynathea bicolor
Cynathea bicolor là một loài nhện trong họ Thomisidae.
Loài này thuộc chi Cynathea. Cynathea bicolor được Eugène Simon miêu tả năm 1895.